# Fritz Klein-Blenkers
Friedrich Karl „Fritz“ Klein-Blenkers (* 23. November 1924 in Köln-Mülheim; † 14. April 2015 in Bergisch Gladbach) war ein deutscher Wirtschaftswissenschaftler und Lehrstuhlinhaber.

## Werdegang
Nach dem Abitur im Jahr 1942 wurde Klein-Blenkers zum Arbeitsdienst und dann zum Kriegsdienst eingezogen. Nach kurzer Kriegsgefangenschaft studierte er von Wintersemester 1945/46 bis 1949 Betriebswirtschaftslehre an der Universität zu Köln, unter anderem Handels- und Absatzwirtschaftslehre  bei Rudolf Seyffert. Nach dem Diplom (Dipl.-Kfm.) wurde er Assistent von Seyffert; 1951 wurde er bei ihm mit der Promotionsschrift Die auf eine Betriebsperson bezogene Absatzleistung im Einzelhandel zum Dr. rer. pol. promoviert. Ebenfalls bei Seyffert habilitierte er sich 1962 mit der Habilitationsschrift Die Ökonomisierung der Distribution. 
Ab 1967 war er ordentlicher Professor an der Universität Erlangen-Nürnberg. 1970 folgte er einem Ruf als ordentlicher Professor der Betriebswirtschaftslehre an die Universität zu Köln. Er lebte in Bergisch Gladbach-Paffrath. In Köln war er bis 1989 Direktor des Seminars für Allgemeine Betriebswirtschaftslehre, Handel und Absatz und bis 1990 Direktor des Instituts für Handelsforschung. Er war zudem stellvertretender Vorsitzender des Ausschusses für Begriffsdefinitionen aus der Handels- und Absatzwirtschaft beim Bundesministerium für Wirtschaft sowie Vorsitzender der Arbeitsgruppe Absatzwirtschaft bei der Arbeitsgemeinschaft für Rationalisierung in Nordrhein-Westfalen. Im Frühjahr 1990 wurde er emeritiert.
Er beschäftigte sich mit der systematischen Analyse von Publikationen zur Handlungswissenschaft vor 1898 und veröffentlichte unter anderem kommentierte Nachdrucke historisch bedeutsamer Werke zur Betriebswirtschaftslehre. 1996 initiierte er die Gründung der gemeinnützigen Vereinigung zur Förderung der Geschichte der Betriebswirtschaftslehre.
Seit 1948 war er Mitglied der katholischen Studentenverbindung KDStV Rheno-Baltia Köln.
Er ist auf dem Katholischen Friedhof an der Sonderburger Straße in Köln-Mülheim bestattet.

## Ehrungen
- 1989: Verdienstkreuz 1. Klasse der Bundesrepublik Deutschland
- 2002: Großes Verdienstkreuz der Bundesrepublik Deutschland